# Gualdo Tadino
Gualdo Tadino è un comune italiano di 14 178 abitanti della provincia di Perugia in Umbria.

## Geografia fisica

### Territorio
Situato nel nordest dell'Umbria, il suo territorio è in gran parte montuoso (gli Appennini Tadinati con la cima più alta, il monte Penna, 1.432 m); presenta poi una vasta pianura e infine una parte collinare verso Assisi.

### Clima
- Classificazione climatica: zona E, 2334 GR/G

Il clima del territorio gualdese è di tipo sub-continentale e si trova in una posizione di transizione tra il clima più proprio del versante tirrenico con il clima del vicino versante adriatico. Per la sua posizione piuttosto elevata, oltre i 500 m s.l.m., e in prossimità della catena appenninica, risulta una città fredda d'inverno, ove sono solite nevicate spesso a regime di bufera per i venti di tramontana in caduta dalle montagne alle spalle della città con accumuli anche considerevoli, e nelle giornate serene non sono insolite estese gelate e temperature anche considerevolmente al di sotto degli zero gradi. Le estati tendono a essere calde ma non eccessivamente afose. In autunno e primavera si verificano le precipitazioni più consistenti a seguito delle perturbazioni atlantiche oppure delle irruzioni artiche con correnti da nord-est grazie agli sfondamenti da stau.

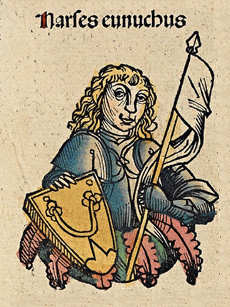
Il generale Narsete

## Storia
Città umbra, nota con il nome di Tarsina, venne assoggettata a Roma cambiando denominazione in Tadinum. I suoi abitanti, Tadinates, sono ricordati da Plinio il Vecchio nella sua Naturalis Historia.
Municipio romano, ubicato vicino alla lunga catena degli Appennini Tadinati e attraversato dall'importante via Flaminia, a 117 miglia da Roma, divenne una città florida e con tessuto urbano di quasi 13 ettari di superficie, come dimostrano gli scavi archeologici che si sono aperti recentemente e nel vocabolo Taino. I Goti di Alarico, oltre 100.000 persone, dirigendosi verso Roma nel 409 d.C., saccheggiando e distruggendo quanto trovavano lungo la via Flaminia, gli inflissero il primo colpo. Nel IV secolo era già sede vescovile. Sono ricordati i vescovi Facondino (IV secolo), Gaudenzio (499) e Martino (591)
Il suo territorio fu teatro della famosa Battaglia di Tagina (552 d.C.), durante la quale il generale bizantino Narsete sconfisse l'esercito dei Goti, guidato dal re Badwila detto Totila che, ferito a morte sul campo di battaglia, morì poche ore dopo presso Capras (l'odierna Caprara) nel territorio di Tadinum.
Il conflitto gotico-bizantino segnò la fine dei Goti in Italia.
Qualche anno dopo, con l'arrivo dei Longobardi, il territorio tadinate entrò a fare parte del Ducato di Spoleto e probabilmente fu sede dello sculdascio, che amministrava la giustizia e riscuoteva le tasse alle dipendenze del gastaldo che aveva sede in Nocera.
Poca popolazione rimase ancora nell'antica città in rovina, la maggior parte si ritirò sui colli circostanti.
Distrutta definitivamente da Ottone III, imperatore del Sacro Romano Impero, nel 996, la città cambiò nome prendendo il longobardo Gualdo (luogo boscoso) e gli abitanti si rifugiarono in Val di Gorgo alle pendici del Serrasanta.
Distrutta ancora da un violentissimo incendio, poiché le sue abitazioni erano quasi tutte in legno, venne ricostruita nel 1237 intorno all'abbazia di S. Benedetto con la bella pietra bianca della sua montagna, sull'attuale Colle Sant'Angelo (il santo dei Longobardi), dominato dalla Rocca Flea, dandosi libere istituzioni comunali sotto la protezione di Federico II, imperatore del Sacro Romano Impero, presente alla cerimonia di fondazione, e seguendo la sua politica ghibellina. Contesa tra Gubbio e Perugia, successivamente si sottomise malvolentieri a Perugia prima di essere consegnata allo Stato della Chiesa da Iacopo P. Canino (1458).
La città venne seriamente danneggiata da una forte scossa tellurica il 27 luglio 1751. Il sisma cancellò gran parte delle sue caratteristiche tardo-medioevali, pur restando in piedi alcuni bei palazzetti e belle chiese romaniche e gotiche, come Santa Maria di Tadino (ora detta Santa Chiara), San Benedetto (XIII secolo), San Francesco (XIV secolo).
La città antica è stata da sempre saccheggiata dei suoi marmi, colonne, mosaici, portati soprattutto a Perugia.
La Rocca Flea custodisce attualmente un bel museo ricco di dipinti e arredi, tra cui un famoso polittico del XV secolo di Nicolò detto l'Alunno e alcune tavole di Matteo da Gualdo, fine pittore locale della fine del Quattrocento.
Nel 1833 il papa Gregorio XVI conferì all'abitato il titolo di città con il nome di Gualdo (Waldum) Tadino (Tadinum).
Nel 1860 venne annessa al Regno d'Italia, «dal giorno in cui il Generale Raffaele Cadorna - alla testa delle truppe italiane - entra vittorioso, il 14 settembre, in Gualdo Tadino (...)». Il primo Sindaco della città, Domenico Onofri, verrà insediato lo stesso giorno e resterà in carica fino al 14 novembre 1863. Il periodo successivo all'unità nazionale sarà caratterizzato da estreme difficoltà, la terra avara unica risorsa e i contadini che continueranno «ancora per lungo tempo, a sopperire alla carenza di farina di grano con quella di granoturco e con l'aiuto non piccolo della ghianda». Resta in vigore la legge sullo spicileggio «con la quale si vieta la lavorazione delle stoppie non prima di dieci giorni dalla mietitura, per permettere ai poveri di raccogliere le spighe di grano rimaste nei campi mietuti».
La città è stata gravemente danneggiata dal terremoto del 26 settembre 1997.

## Monumenti e luoghi d'interesse

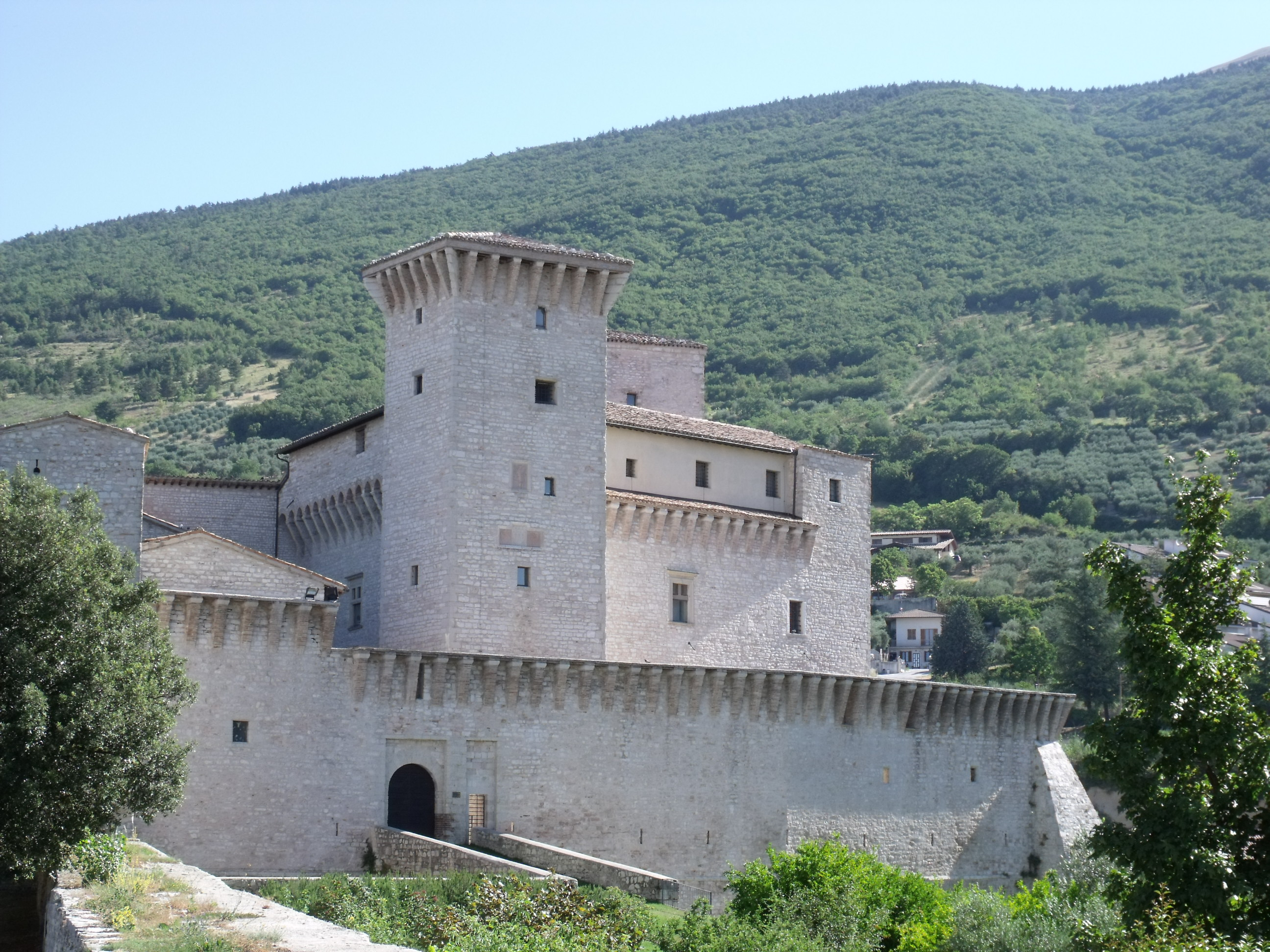
Rocca Flea

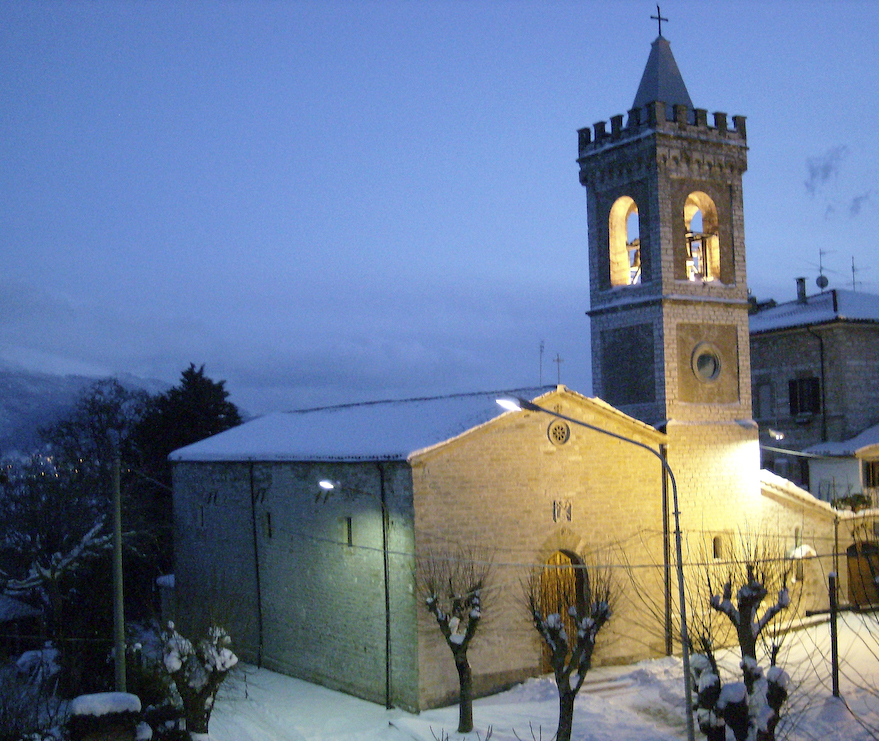
Chiesa romanica di San Pellegrino

Il comune possiede ricchezze ambientali naturali soprattutto nella fascia montana con le suggestive località di Valsorda, San Guido e Rocchetta, le pinete e la straordinaria fioritura.
- Duomo di Gualdo Tadino (XIII secolo) con la fontana esterna (XVI secolo) attribuita ad Antonio da Sangallo il Vecchio.
- Chiesa Monumentale di San Francesco (XIV secolo) con affreschi di Matteo da Gualdo (1435-1507)
- Chiesa di San Donato
- Chiesa di Santa Chiara (XIII secolo) ex Santa Maria di Tadino in fondo a via Imbriani. Fu la prima chiesa battesimale di Gualdo ed è oggi auditorium.
- Chiesa e convento dell'Annunziata
- Chiesa di Santa Maria Assunta in Pieve di Compresseto (XI secolo)
- Rocca Flea (XII secolo), antica fortezza e notevole esempio di architettura militare medioevale.
- Palazzo del Podestà e Torre Civica (XII secolo)
- Teatro Talia
- Scavi archeologici della Tadinum romana

## Società

### Evoluzione demografica
Abitanti censiti

### Etnie e minoranze straniere
Secondo i dati ISTAT al 31 dicembre 2020 la popolazione straniera residente era di 1 301 persone. Le nazionalità maggiormente rappresentate in base alla loro percentuale sul totale della popolazione residente erano:
- Romania 261 1,82%
- Marocco 259 1,81%
- Albania 167 1,16%
- Ucraina 88 0,61%

## Cultura

### Musei
- Museo Civico della Rocca Flea,  e sede articolato in diverse sezioni, tra le quali quella della Pinacoteca Comunale che conserva opere di Matteo da Gualdo, Sano di Pietro, Antonio da Fabriano, di Niccolò di Liberatore, detto l'Alunno (polittico per la chiesa di San Francesco, 1471)[7] e di Avanzino Nucci,
- Museo Opificio Rubboli inaugurato nel 2015.
- Museo Regionale dell'Emigrazione "Pietro Conti", centro di ricerca sull'emigrazione italiana[8]
- Casa Cajani Centro Culturale, che comprende una sezione del Museo della Ceramica e un giardino pensile con antichi percorsi vegetali. Dal 2013 anche il museo regionale degli antichi umbri

### Eventi
Gualdo Tadino è sede di talune manifestazioni culturali e folcloristiche:
- I Giochi de le Porte (ultimo fine settimana di settembre)
- Leggenda della fioritura del lino e delle siepi del biancospino nei giorni antecedenti il 15 gennaio, giorno della morte del Beato Angelo da Gualdo Tadino [9]
- La Sacra Rappresentazione del Venerdì Santo[10]
- Processione Madonna di Montecamera a Pieve di Compresseto (martedì dopo Pasqua)
- Il Pioppo di San Pellegrino (30 aprile)[11]
- La notte del fuoco di Grello (23 giugno)
- Corsa della botte a Rigali (prima domenica di agosto)

## Geografia antropica

### Frazioni
Boschetto, Busche, Broccaro, Voltole, Caprara, Casale, Cerqueto, Corcia, Casone, Crocicchio, Gaifana, Pastina, Grello, Morano Osteria, Morano Madonnuccia, Nasciano, Palazzo Ceccoli, Palazzo Mancinelli, Petroia, Piagge, Pieve di Compresseto, Poggio Sant'Ercolano, Rasina, Rigali, Roveto, San Lorenzo, San Pellegrino, Sant'Antonio di Rasina, Sassuolo, Toccio, Vaccara.

## Economia

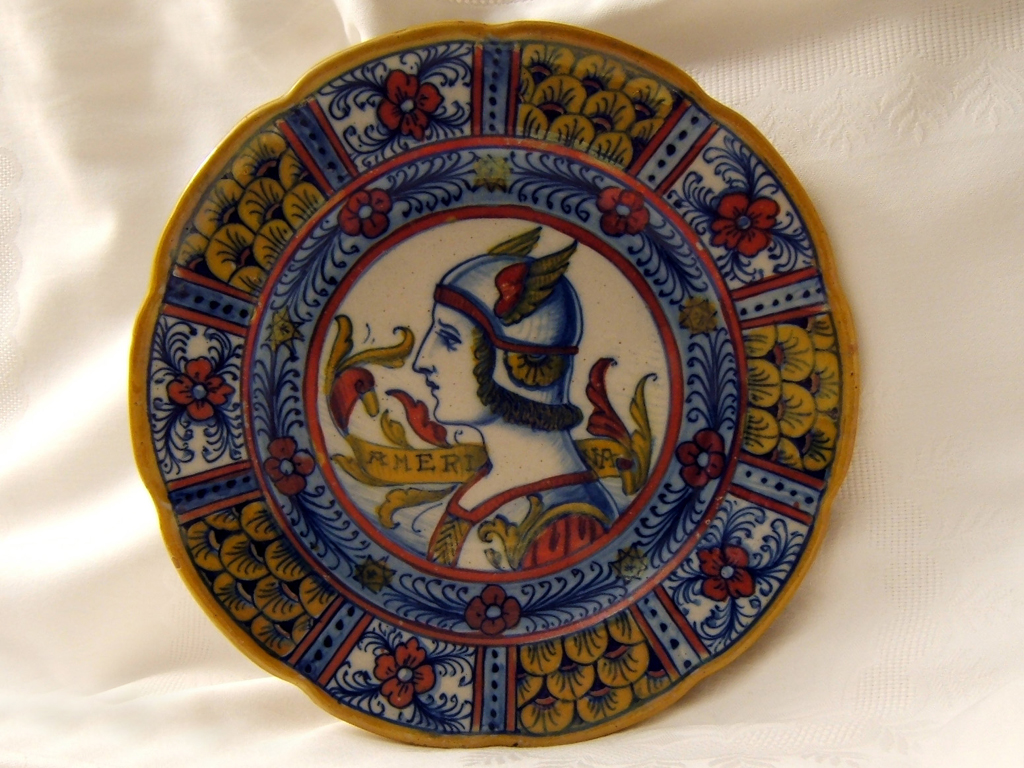
Ceramica di Gualdo Tadino

Gualdo Tadino è nota per la produzione di ceramica.
Quest'arte antica segna l'identità economica e artistica della città.
Alla ceramica era legata la manifestazione del Concorso Internazionale della Ceramica, che vedeva ogni anno la presenza di artisti di oltre venti Paesi del mondo e ha consentito di acquisire nel tempo un patrimonio di oltre cento opere, che rappresentano uno spaccato rilevante della moderna ricerca artistica nel settore.
Inoltre a Gualdo Tadino si trova uno stabilimento di imbottigliamento di acqua minerale che prende il nome dalle omonime fonti della Rocchetta, situate alle pendici del monte Serrasanta.
L'utilizzo dell'acqua gualdese a fini commerciali e le problematiche economico-sociali a esso connesse sono da anni motivo di forti tensioni tra la popolazione, le ammininistrazioni locali e le società private coinvolte.
Il caso dell'acqua Rocchetta e del Rio Fergia è spesso utilizzato come emblematico nel confronto al livello nazionale sull'utilizzo della risorsa acqua.

## Amministrazione
| Periodo          | Periodo          | Primo cittadino         | Partito                                                       | Carica                  | Note   |
| ---------------- | ---------------- | ----------------------- | ------------------------------------------------------------- | ----------------------- | ------ |
| 15 ottobre 1988  | 4 giugno 1990    | Ferdinando Di Benedetto | Democrazia Cristiana                                          | Sindaco                 | [ 15 ] |
| 5 giugno 1990    | 2 settembre 1993 | Rolando Pinacoli        | Partito Comunista Italiano Partito Democratico della Sinistra | Sindaco                 | [ 15 ] |
| 3 settembre 1993 | 23 aprile 1995   | Antonio Frillici        | Democrazia Cristiana                                          | Sindaco                 | [ 15 ] |
| 24 aprile 1995   | 13 giugno 1999   | Rolando Pinacoli        | Centro-sinistra                                               | Sindaco                 | [ 15 ] |
| 14 giugno 1999   | 27 giugno 2004   | Rolando Pinacoli        | Lista civica                                                  | Sindaco                 | [ 15 ] |
| 28 giugno 2004   | 22 giugno 2009   | Angelo Scassellati      | Centro-sinistra                                               | Sindaco                 | [ 15 ] |
| 23 giugno 2009   | 22 dicembre 2013 | Roberto Morroni         | Centro-destra                                                 | Sindaco                 | [ 15 ] |
| 23 dicembre 2013 | 9 giugno 2014    | Salvatore Grillo        |                                                               | Commissario prefettizio | [ 15 ] |
| 10 giugno 2014   | 26 maggio 2019   | Massimiliano Presciutti | Partito Democratico                                           | Sindaco                 | [ 15 ] |
| 27 maggio 2019   | 9 giugno 2024    | Massimiliano Presciutti | Partito Democratico                                           | Sindaco                 | [ 15 ] |
| 10 giugno 2024   | in carica        | Massimiliano Presciutti | Partito Democratico                                           | Sindaco                 | [ 15 ] |

### Gemellaggi
- Audun-le-Tiche
- West Pittston
- Bra
- Krosno

## Sport

Il della stagione 1994-1995, durante gli anni della stabile militanza in Serie C1.

A livello calcistico il Gualdo, fondato nel 1920, negli anni 1990 è salito alla ribalta nazionale militando stabilmente nel campionato nazionale di Serie C1, disputando per ben tre volte i play-off per salire in serie B (94-95, 95-96, 97-98). Nel 2013 la società ha operato una fusione con il Casacastalda, assumendo la denominazione di Gualdo Casacastalda. Dopo tre campionati di serie D e dopo due retrocessioni, il Gualdo Casacastalda si occupa attualmente del solo settore giovanile.
Altre squadre del comune, militanti nei campionati dilettantistici umbri, sono il Cerqueto (Promozione), il Gualdo FC (Prima Categoria), il Morano e il Rigali.
Nel basket Gualdo Tadino è da sempre una realtà umbra molto importante. Il 7 Giugno 2025, dopo una lunga permanenza nella serie C interregionale, il Basket Gualdo allenato da Luca Paleco ha ottenuto la promozione in serie B2. Il team femminile è in serie B d'Eccellenza.
A Gualdo Tadino sono inoltre presenti altre associazioni sportive di calcio a 5, calcio femminile, nuoto, tennis, pallavolo e una compagnia arcieri (Rocca Flea) detentori del titolo italiano individuale e a squadra arco nudo senior maschile per l'anno 2015.